# Girolles (Loiret)
Girolles é uma comuna francesa na região administrativa do Centro, no departamento Loiret. Estende-se por uma área de 13,9 km². Em 2010 a comuna tinha 628 habitantes (densidade: 45,2 hab./km²).